# Vyrnwy (rivière)
La rivière Vyrnwy (gallois : Afon Efyrnwy, pronouncé [ɛˈvərnʊɨ]) est une rivière qui traverse le nord du Powys, au pays de Galles et le Shropshire, en Angleterre. Le nom dérive de la Severn, le fleuve dont il est un affluent.

## Géographie
La rivière provient des nombreuses rivières et ruisseaux qui coulaient des montagnes entourant la vallée de Vyrnwy. Cependant, depuis la construction du barrage du lac Vyrnwy dans les années 1880, la rivière coule directement de la base du barrage. La rivière s'écoule sur 39,7 milles (63,9 km),,, et les derniers 8 milles (12,9 km) font partie de la frontière galloise/anglaise entre Powys et Shropshire. Il rejoint finalement le fleuve Severn près du village de Melverley.

## Aménagements et écologie

### Activités nautiques
La rivière est souvent fréquentée par les kayakistes et les canoéistes, le cours supérieur de la rivière étant principalement constitué d'eau vive de grade II avec quelques sections de grade III, notamment les gorges de Vyrnwy près du village de Dolanog . L'autre caractéristique la plus importante de la partie supérieure de la rivière est Dolanog Falls, un déversoir artificiel de 20 pieds (6 m) qui nécessite un portage des kayaks et canoës.
Une grande partie de la rivière inférieure en dessous de Pontrobert est de grade I et une bonne rivière de tourisme car elle est relativement calme lorsqu'elle n'est pas en crue.